# Montessori: perché no? Una pedagogia per la crescita
(Maria Montessori, Copenaghen 1937)
Montessori: perché no? Una pedagogia per la crescita è un saggio realizzato da Grazia Honegger Fresco sulla vita e le opere della pedagogista italiana Maria Montessori, pubblicato dalla casa editrice Il leone verde nel 2017.

## Caratteristiche
Il saggio è una raccolta di scritti della stessa Montessori, accompagnata da testimonianze di discepole, amici, studiosi di fenomeni formativi e personaggi di cultura; è una selezione di resoconti di iniziative e realizzazioni e di documentazioni di "scuole" montessoriane sparse nel mondo e frequentate da allievi di varia età. Filo conduttore del volume sono le idee della pedagogista, scandite secondo un ordine evolutivo, colte e lette nella loro vitalità, presentate nelle variazioni progettuali e istituzionali che hanno suscitato.
La curatrice, Grazia Honegger Fresco si interroga, partendo da un corpus ben identificabile di idee e di pratiche, sui rapporti tra proposta teorica e iniziativa pedagogica di una dottrina sempre più condivisa dagli insegnanti. 

## Struttura
Il libro è composto da 8 parti suddivise in 37 capitoli.  
Nella prima parte, intitolata Incontrare Maria Montessori, troviamo "alcuni sguardi su una donna [...] emancipazionista, scienziata, molto concreta nelle sue realizzazioni, ironica ed esigente, geniale nell'osservare e subito disseminatrice famosa delle proprie idee, ma anche medico e madre... attraverso testimonianze, inediti, documenti..." descritti nei seguenti capitoli: 
1. Maria Montessori: chi era? di Grazia Honegger Fresco
2. Cronologia di una vita di Grazia Honegger Fresco
3. Per i diritti delle donne di Giovanna Ravelli
4. Segni dentro. Tracce di incontri con Maria Montessori di Maria Grazia Corda
5. Testimonianze di contemporanei di Vitaliano Brancati
6. Inediti di Maria Montessori

Nella seconda parte, intitolata Esperienze Montessori dalla nascita ai sei anni si fa riferimento al primo dei Quattro Piani dello Sviluppo, cioè l'educazione dagli 0 ai 6 anni, considerato nelle due parti 0-3 e 3-6 e descritto nei seguenti capitoli:
1. "Quattro piani" e altro ancora
2. Adele Costa Gnocchi: la Scuola Assistenti all'Infanzia e il Centro Nascita Montessori
3. Cominciare dal neonato di Anna Gambacurta di Palermo e Rita Carusi
4. Crescere insieme: l'esperienza dei Nidi Montessori con i bambini e con i genitori di Maria Pia Fini
5. Riflessioni conclusive sul periodo 0-3
6. Il primo piano dello sviluppo. Sezione seconda: da tre a sei anni

La terza parte fa riferimento al secondo "piano" dello sviluppo (cioè dai 6 ai 12 anni del bambino) ed è suddivisa nei seguenti capitoli: 
1. Il secondo piano dell'educazione (1939) di Maria Montessori
2. La teoria cosmica
3. Risposte ai bambini della seconda infanzia
4. Che cos'è l'educazione cosmica (1949) di Maria Montessori
5. Il vittorioso di Maria Montessori
6. L'esperienza di Kodaikanal (India): interviste a Lena Wikramaratne e a Mario M. Montessori Sr. di David Kahn
7. Educazione cosmica in concreto

La quarta parte tratta dell'uso dei materiali nella scuola e si interroga su pone questo quesito: "esiste un curriculum Montessori?". Il tutto è descritto nei capitoli:
1. Montessori in una primaria pubblica: un'esperienza francese di Jacqueline Lefrancois
2. Tavole riassuntive sul curriculum Montessori fino ai 12 anni

La quinta parte descrive il terzo "piano" dello sviluppo (dai dodici ai diciotto anni) nei capitoli:
1. L'adolescente come un "neonato sociale" di Maria Montessori
2. Appunti sulle scuole secondarie Montessori
3. Alcune esperienze

La sesta parte parla dei bambini con difficoltà nei seguenti capitoli: 
1. Il bambino "diverso": una sfida pedagogica
2. Bambini sani e con difficoltà insieme nella stessa classe. l'esperienza della scuola Montessori a Monaco di Baviera di Marja Mahs
3. Quali aiuti, in concreto?

La settima parte descrive la formazione degli adulti nei capitoli: 
1. Educare il bambino rispettandolo. Consigli ai maestri di Maria Montessori
2. Quale preparazione per i futuri educatori?
3. Cambiamenti nei corsi Montessori: un'esperienza americana di Martha Torrence
4. Gli esclusi: insegnare a leggere e a scrivere agli analfabeti adulti
5. ASNADA: Montessori per adulti di origine straniera di Sara Honegger
6. Montessori in famiglia: e se si cominciasse dai genitori? di Jeannette Toulemonde

Nell'ottava e ultima parte, intitolata Montessori nel mondo non ci sono solamente stilati "gli aspetti temporali e spaziali della diffusione del movimento Montessori nei cinque continenti, ma ci sono anche i temi della pace, della multiculturalità, della protezione degli habitat naturali che investono le grandi, tragiche problematiche del nostro tempo, con risvolti molto concreti nella quotidianità delle famiglie e delle scuole." Tutto ciò è descritto nei capitoli: 
1. Se si trascura l'uomo nella sua formazione, nessun problema sarà mai risolto di Maria Montessori
2. Esperienze di plurilinguismo nella Casa dei Bambini
3. A proposito di Pace di Maria Montessori
4. Educatori senza frontiere: un'intervista a Renilde Montessori di Daniele Novara